# Stuhlmannia
Stuhlmannia là một chi thực vật có hoa trong họ Đậu.